# Roll-up

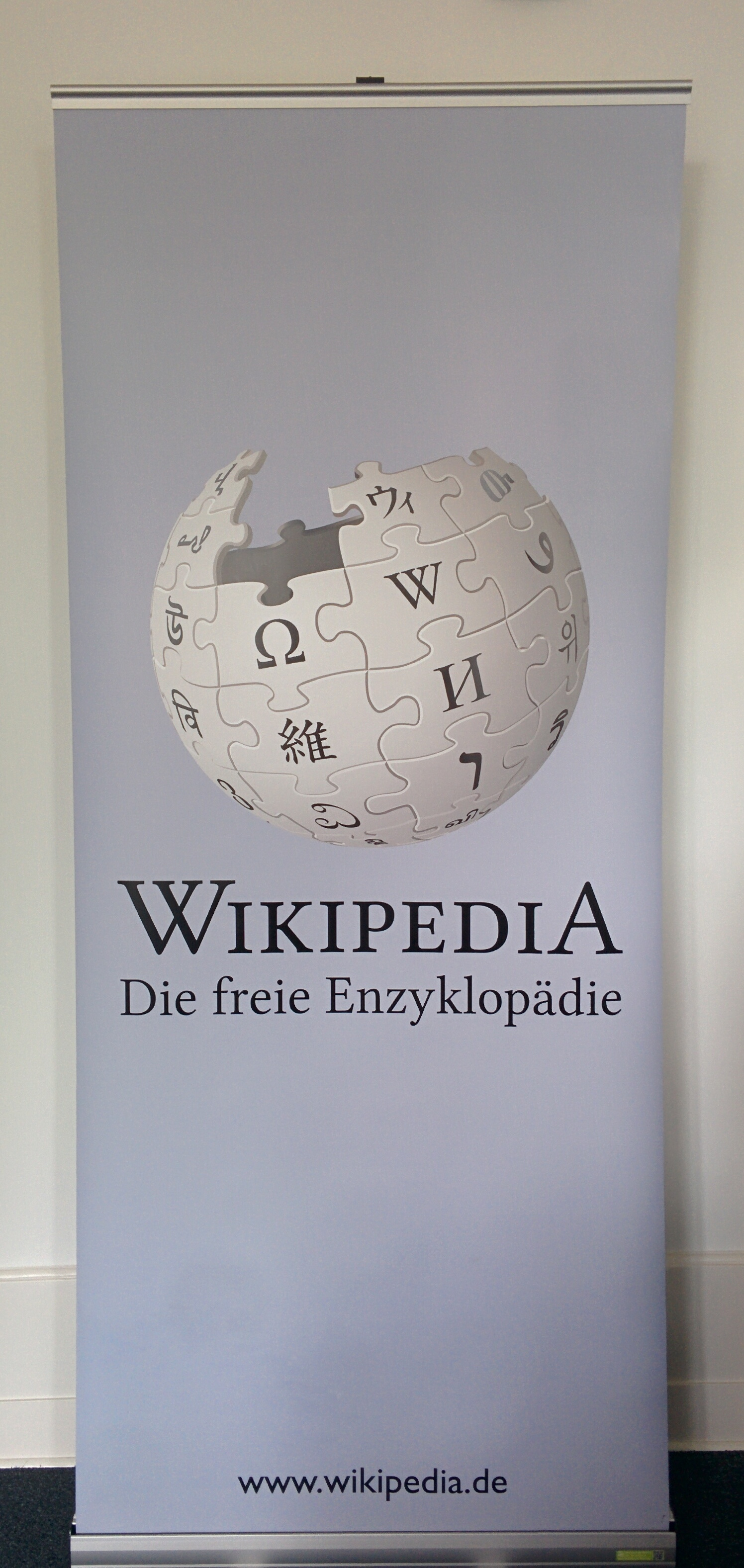
roll-up wikipedia

Roll-up (również: Rollup) – nośnik reklamy, rodzaj prostego systemu wystawienniczego, składający się z kasety ze zwiniętym plakatem oraz aluminiowych rurek służących do unieruchomienia rozwiniętego wydruku.
Plakaty są zazwyczaj drukowane na zamówienie w drukarni wielkoformatowej, na podłożu z trwałych tworzyw sztucznych.